# Surpeni
Surpeni – wieś w Rumunii, w okręgu Aluta, w gminie Poboru. W 2011 roku liczyła 49 mieszkańców.